# حسنجان كوه
حسنجان كوه هي قرية في مقاطعة سراب، إيران. عدد سكان هذه القرية هو 157 في سنة 2006.